# 제7잠수함단
제7잠수함단(Submarine Group 7 (SUBGRU 7))은 일본 요코스카 해군 시설에 본부를 두고 있는 미국 해군 태평양 함대 잠수함군의 단급 부대이다. 제7함대 책임지역(AOR)인 서태평양, 인도양에서 TF-74로서 제5함대 지역인 아라비아해에서 TF-54로서 활동하는 모든 미국 잠수함을 감독 및 통제한다. 

## 역사
1955년 9월 14일에 서태평양 잠수함단으로 창설되었다.
1961년 8월, 제7잠수함전단으로 재편성되었다.
1973년 7월 1일, 제7잠수함단으로 재편성되었다.
1992년 10월 15일, 미국 중부사령부 책임지역 내의 모든 잠수함 작전과 임무를 관할하는 TF-157로 지정되었다.
1995년 7월 1일, 제5함대가 바레인 해군지원시설에서 재소집되자, 제5함대를 지원하는 잠수함부대로서 TF-54로 지정되었다.
2001년 2월 23일, 제15잠수함전대가 제7잠수함단 소속부대로서 재소집되었다. 괌에 본부를 둔 미국 마리아나 해군으로서, 북마리아나 제도 연방, 마이크로네시아 연방, 팔라우 공화국의 해역을 방위한다.
2014년 12월 15일, TF-54 분견대를 대체하여 제21잠수함전대가 재소집되었다. 아리비아해, 오만만, 페르시아만, 홍해, 인도해를 포함한 250만 평방 마일의 수역을 담당한다.

## 부대
- 제15잠수함전대 - 괌 해군기지
- 제21잠수함전대 - 바레인 해군지원처(영어판)

## 함선
- 이모리 S. 랜드급 잠수모함
  - USS 프랭크 케이블 (AS-40)
- 로스앤젤레스급 잠수함
  - USS 키 웨스트 (SSN-722)
  - USS 애쉬빌 (SSN-758)
  - USS 재퍼슨시티 (SSN-759)
  - USS 애나폴리스 (SSN-760)
  - USS 스프링필드 (SSN-761)

## 기록

### 계보
부대 이름
- 1955년 9월 14일, Submarine Group Western Pacific→서태평양 잠수함단
- 1961년 8월, Submarine Flotilla 7→제7잠수함전단
- 1973년 7월 1일, Submarine Group 7→제7잠수함단

TF 지정
- (불명), Commander Task Force 74 (CTF 54)
- 1992년 10월 15일, Commander Task Force 157 (CTF 157)
- 1995년 7월 1일, Commander Task Force 54 (CTF 54)

### 부대 표창
| 스트리머 | 이름                                                                      | 기간                              |
| -------- | ------------------------------------------------------------------------- | --------------------------------- |
|          | 해군부대표창                                                              | 1969년 10월 1일 ~ 1970년 12월 1일 |
|          | 공로부대표창                                                              | 1979년 1월 1일 ~ 1980년 12월 31일 |
|          | 공로부대표창                                                              | 1990년 5월 1일 ~ 1991년 6월 1일   |
|          | 공로부대표창                                                              | 1993년 10월 1일 ~ 1995년 5월 31일 |
|          | 공로부대표창                                                              | 1998년 7월 1일 ~ 2001년 3월 1일   |
| 없음     | 해군작전부장 표창편지 (Chief of Naval Operations Letter of Commendation)) | 1995년 12월 1일 ~ 1998년 6월 30일 |

## 참고
1. ↑  “Guam submarine squadron reactivated” (영어). Saipan Tribune. 2001년 2월 28일. 2023년 6월 7일에 확인함.
2. ↑  “Navy's newest submarine squadron stands up in 5th Fleet”. 《Lt. Cmdr. Aaron Kakiel》 (영어) (Task Force 54 Public Affairs). Kitsap Sun. 2014년 12월 15일. 2023년 6월 7일에 확인함.

- “SUBMARINE GROUP SEVEN (COMSUBGRU 7)”. 《globalsecurity.org》 (영어). 2023년 6월 6일에 확인함.